# 蝶々さんと息子たち
『蝶々さんと息子たち』（ちょうちょうさんとむすこたち）は、1984年5月2日から同年6月6日までフジテレビ系列の『平岩弓枝ドラマシリーズ』枠で放送されていたフジテレビ製作のテレビドラマである。フジテレビの開局25周年と『平岩弓枝ドラマシリーズ』の通算放送400回を記念して制作された。全6話。放送時間は毎週水曜 21:00 - 21:54 （日本標準時）。

## 内容
東京下町が舞台。呉服屋の女主人・井川千代は、25年前に渡米した際に息子・宗吉を産んだが、事情があり生き別れとなっていた。その後アメリカで育った宗吉が千代に会うため訪日したことによる周囲の人々の交流を描いた。

## 出演者
- 井川千代（呉服屋主人）：京塚昌子
- 宗吉（千代の息子）：広岡瞬
- 岩崎：中村勘三郎
- 八千代：池内淳子
- 秀：篠田三郎
- けい：古手川祐子
- 三男：左とん平[4]
- 新珠三千代
- 大空眞弓
- 真琴（秀の幼馴染みで女性警察官）：松あきら
- 美也子：竹下景子（第3回）
- あけみ：葦原邦子（第4回）
- 明日香流家元・清信：大川橋蔵（第5回・第6回）
- その妹・千春：多岐川裕美（第5回）
- 利根川（宗吉の叔父を名乗る男）：大村崑（第5回）
- 池田（千代の先夫）：金田龍之介（第6回）

## スタッフ
- 原作：平岩弓枝[5]
- 脚本：平岩弓枝[5]
- 演出：大野木直之[5]
- 制作：フジテレビ[5]

## エピソード
千代役の京塚昌子は、1983年9月に脳梗塞のため療養していたが本作で復帰した。京塚は当時の番組紹介の中で「まだ自信はありませんが、仕事をしたほうがリハビリになるといわれました」と述べている。
第5回・第6回に出演した大川橋蔵は本作直前の1984年4月に18年間出演した『銭形平次』が終了したばかりであった。橋蔵にとって、スタジオ収録のドラマは最初で最後になったが、本作の収録直後に肝臓癌のため入院、同年12月7日に死去したため、これが最後の作品となった。